# Hemileius parvus
Hemileius parvus är en kvalsterart som först beskrevs av Nusret Ayyildiz och Malcolm Luxton 1989.  Hemileius parvus ingår i släktet Hemileius och familjen Hemileiidae. Inga underarter finns listade i Catalogue of Life.